# Henry Harris (scientifique)
Henry Harris (28 janvier 1925 - 31 octobre 2014), est un professeur de médecine australien à l'Université d'Oxford qui dirige des travaux pionniers sur le cancer et la génétique humaine.

## Jeunesse et éducation
Harris est né en 1925 dans une famille juive de l'Union soviétique. En 1929, sa famille émigre en Australie. Harris étudie à la Sydney Boys High School de 1937 à 1941. En 1941, il étudie pour la première fois les langues modernes, mais est ensuite attiré par la médecine qu'il étudie au Royal Prince Alfred Hospital et commence une carrière dans la recherche médicale plutôt que dans la pratique clinique.

## Carrière
Au début des années 1950, Harris part en Angleterre pour étudier à la Sir William Dunn School of Pathology à Oxford sous Howard Walter Florey. Il termine son doctorat en 1954 et se lance dans une carrière de recherche universitaire. En 1960, il est nommé à la tête du nouveau département de biologie cellulaire du John Innes Centre et, en 1964, il succède à Florey à la tête de la Dunn School. En 1979, il est nommé professeur Regius de médecine d'Oxford, succédant à Richard Doll.
Les recherches de Harris portent principalement sur les cellules cancéreuses et leurs différences par rapport aux cellules normales. Il étudie ensuite la possibilité de modifier génétiquement des lignées cellulaires humaines avec le matériel d'autres espèces pour augmenter la gamme de marqueurs génétiques. Harris et ses collègues développent certaines des techniques de base pour étudier et mesurer les gènes le long du chromosome humain.
En 1965, il rapporte son observation selon laquelle la plupart des ARN nucléaires ne sont pas codants, un point de vue qui n'est largement accepté que des années plus tard. En 1969, Harris montre que lorsque des cellules cancéreuses malignes sont fusionnées avec des fibroblastes normaux, les hybrides résultants ne sont pas malins, démontrant ainsi l'existence de gènes capables de supprimer la malignité. Les travaux sur ces gènes suppresseurs de tumeurs sont devenus une industrie mondiale.
En 1983, Harris est élu à l'Académie australienne des sciences en tant que correspondant correspondant. En 1993, il est fait chevalier.
Il est décédé le 31 octobre 2014, à l'âge de 89 ans.

## Publications
- Harris, Henry, Cell Fusion, Oxford, Clarendon Press, 1970 (ISBN 978-0-19-857344-9)
- Harris, Henry, Nucleus and Cytoplasm, Oxford, Clarendon Press, 1968 (ISBN 978-0-19-854125-7, lire en ligne )
- Harris, Henry, Scientific Models and Man, Oxford and New York, Clarendon Press and Oxford University Press, 1979 (ISBN 978-0-19-857168-1, lire en ligne )
- Harris, Henry, The Balance of Improbabilities: A Scientific Life, Oxford, Clarendon Press, 1987 (ISBN 978-0-19-858217-5, lire en ligne )
- Harris, Henry, Hippolyte's Club Foot: The Medical Roots of Realism in Modern European Literature, Oxford, Clarendon Press, 1993 (ISBN 978-0-19-951362-8) (The Romanes Lecture for 1993).
- Harris, Henry, The Cells of the Body: A History of Somatic Cell Genetics, Cold Spring Harbor, N.Y, Cold Spring Harbor Laboratory, 1995 (ISBN 978-0-87969-533-0)
- Harris, Henry, The Birth of the Cell, Yale University Press, 2000 (ISBN 978-0-300-08295-1, lire en ligne )
- Harris, Henry, Things Come to Life: Spontaneous Generation Revisited, Oxford University Press, 2002 (ISBN 978-0-19-851538-8, lire en ligne )
- Harris, Henry, Remnants of a Quiet Life, Twin Serpents Limited, 2006 (ISBN 978-1-905524-27-3)